# Dalbergia hygrophila
Dalbergia hygrophila är en ärtväxtart som först beskrevs av George Bentham, och fick sitt nu gällande namn av Frederico Carlos Hoehne. Dalbergia hygrophila ingår i släktet Dalbergia, och familjen ärtväxter. Inga underarter finns listade i Catalogue of Life.